# La Houssière
La Houssière ist eine französische Gemeinde mit 509 Einwohnern (1. Januar 2022) im Département Vosges in der Region Grand Est. Sie gehört zum Arrondissement Saint-Dié-des-Vosges und zum Gemeindeverband Saint-Dié-des-Vosges.

## Geografie
Die Gemeinde La Houssière liegt in den Vogesen am Oberlauf des Flusses Neuné, einem Nebenfluss der Vologne, etwa 16 Kilometer südwestlich der Stadt Saint-Dié-des-Vosges. Im Norden ragt das Gemeindegebiet weit in die waldreiche Bergregion des Forêt Domaniale de Champ mit mehreren Erhebungen von über 600 m bis an den Oberlauf der Mortagne heran.
Nahe La Houssière weitet sich das Neuné-Flusstal; der Fluss teilt sich aufgrund des niedrigen Gefälles in mehrere Flussarme, die sich wenige Kilometer flussabwärts wieder vereinigen.
Den höchsten Punkt in der Gemeinde mit 751 m bildet ein Gipfel des markanten, isoliert stehenden Mont Thiriville im Süden.
Zur 8,88 km² umfassenden Gemeinde La Houssière gehören die Ortsteile Vanémont und La Côte.
Nachbargemeinden von La Houssière sind Taintrux im Norden, Saint-Léonard im Nordosten, Anould im Osten, Corcieux im Südosten, Vienville im Süden, La Chapelle-devant-Bruyères im Südwesten sowie Biffontaine und Bois-de-Champ im Nordwesten.

## Geschichte
Während des Ancien Régime gehörte La Houssière zur Vogtei von Bruyères, kirchlich zum Dekanat Corcieux, das von den Stiftsdamen des Kapitels Remiremont abhängig war. Die Hohe Gerichtsbarkeit fiel in den Zuständigkeitsbereich der lothringischen Herzöge.
La Houssière erhielt mit dem Haltepunkt im Ortsteil Vanémont 1876 einen Eisenbahnanschluss an der Bahnlinie von Épinal nach Saint-Dié-des-Vosges.

### Bevölkerungsentwicklung
| Jahr      | 1962 | 1968 | 1975 | 1982 | 1990 | 1999 | 2010 | 2021 |
| Einwohner | 817  | 756  | 791  | 684  | 607  | 618  | 571  | 518  |

Im Jahr 1831 wurde mit 1083 Bewohnern die bisher höchste Einwohnerzahl ermittelt. Die Zahlen basieren auf den Daten von cassini.ehess und INSEE.

### Wappen
Das silberne Band auf rotem Grund erinnert an das Lothringer Wappen. Die drei grünen Stechpalmen-Blätter sollen die Namensherkunft unterstreichen (houx = Stechpalme). Der goldene Turm verweist auf die Festung La Tour in der nahen Kleinstadt Corcieux, die im Mittelalter die Herrschaft über La Houssière ausübte.

## Sehenswürdigkeiten
- Maria-Magdalena-Kirche (Église Sainte-Madeleine)

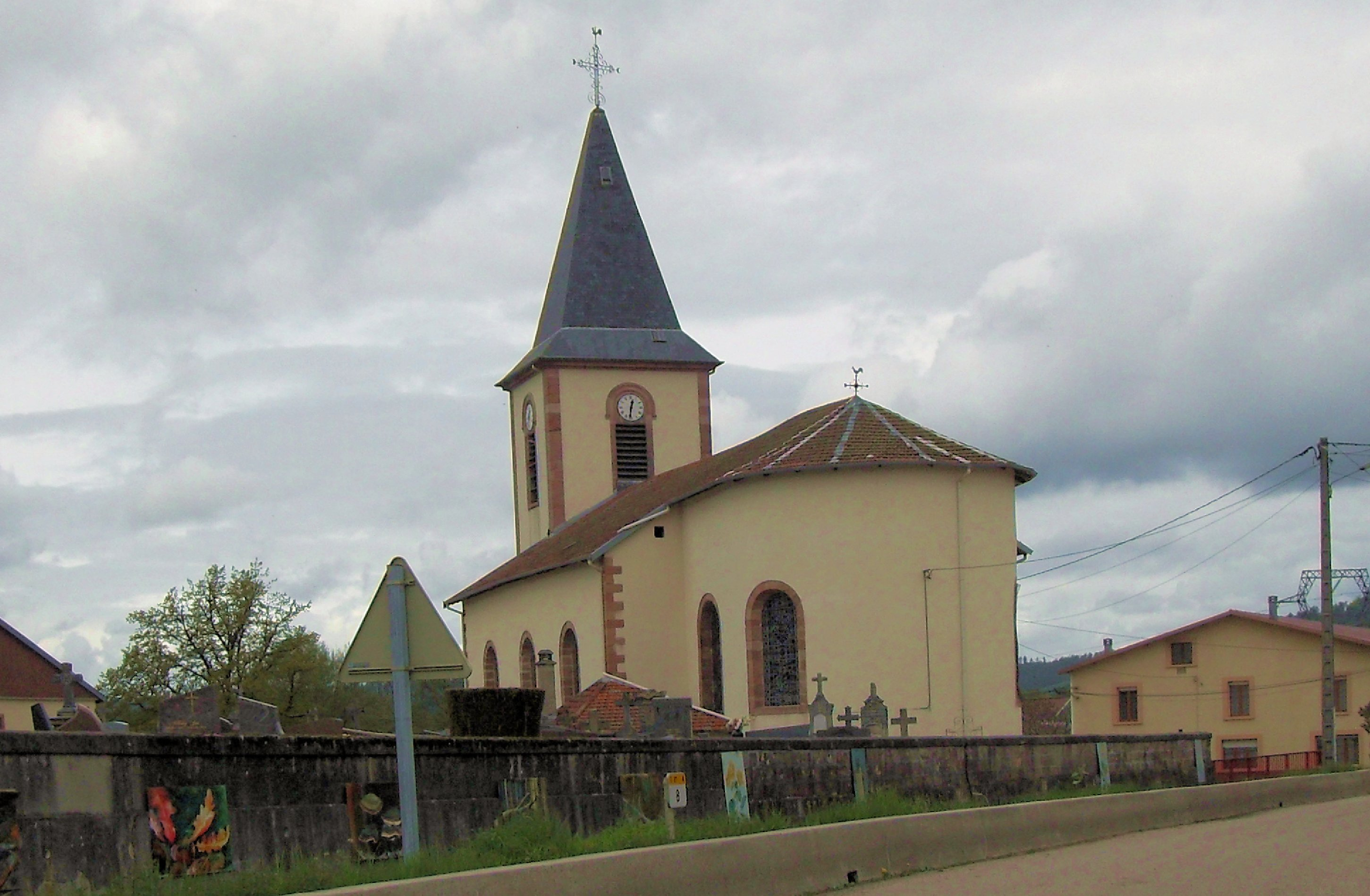
Maria-Magdalena-Kirche

## Wirtschaft und Infrastruktur
In der Gemeinde sind neun Landwirtschaftsbetriebe ansässig (Milchwirtschaft, Zucht von Rindern, Schafen und Ziegen). Daneben spielen das Handwerk und der Tourismus zunehmend eine Rolle.
Die Hauptstraße in der Gemeinde verbindet als Départementstraße D 81 La Houssière mit der Kleinstadt Corcieux. Durch den Norden der Gemeinde führt eine Nebenstraße von Bruyères nach Saint-Dié-des-Vosges. Der Haltepunkt Vanémont im gleichnamigen Ortsteil an der Bahnlinie von Épinal nach Saint-Dié-des-Vosges dient auch der nahen Stadt Corcieux als Bahnhof.

## Belege
1. ↑  La Houssière auf vosges-archives.com (Memento des Originals vom 4. März 2016 im Internet Archive)  Info: Der Archivlink wurde automatisch eingesetzt und noch nicht geprüft. Bitte prüfe Original- und Archivlink gemäß Anleitung und entferne dann diesen Hinweis. (PDF-Datei, französisch)
2. ↑  La Houssière auf cassini.ehess
3. ↑  La Houssière auf INSEE
4. ↑  Wappenbeschreibung auf genealogie-lorraine.fr (französisch)
5. ↑  Landwirtschaftsbetriebe auf annuaire-mairie.fr (französisch)